# Віллітс (Каліфорнія)
Віллітс (англ. Willits) — місто (англ. city) в США, в окрузі Мендосіно штату Каліфорнія. Населення — 4988 осіб (2020).

## Географія
Віллітс розташований за координатами 39°24′18″ пн. ш. 123°20′56″ зх. д. / 39.40500° пн. ш. 123.34889° зх. д. (39.405006, -123.348889).  За даними Бюро перепису населення США в 2010 році місто мало площу 7,26 км², з яких 7,25 км² — суходіл та 0,01 км² — водойми.

### Клімат
| Клімат : Віллітс        | Клімат : Віллітс | Клімат : Віллітс | Клімат : Віллітс | Клімат : Віллітс | Клімат : Віллітс | Клімат : Віллітс | Клімат : Віллітс | Клімат : Віллітс | Клімат : Віллітс | Клімат : Віллітс | Клімат : Віллітс | Клімат : Віллітс | Клімат : Віллітс |
| Показник                | Січ.             | Лют.             | Бер.             | Квіт.            | Трав.            | Черв.            | Лип.             | Серп.            | Вер.             | Жовт.            | Лист.            | Груд.            | Рік              |
| Абсолютний максимум, °C | 25               | 28,9             | 32,2             | 36,7             | 37,8             | 40,6             | 44,4             | 41,7             | 40,6             | 38,9             | 32,2             | 29,4             | 46,1             |
| Середній максимум, °C   | 12,7             | 14,4             | 15,6             | 18,2             | 21,8             | 25,8             | 29,7             | 29,4             | 28,1             | 23,2             | 15,9             | 12,3             | 20,6             |
| Середня температура, °C | 6,6              | 7,9              | 8,8              | 10,4             | 13,3             | 16,3             | 19               | 18,6             | 16,8             | 13,4             | 9,1              | 6,3              | 12,2             |
| Середній мінімум, °C    | 0,4              | 1,4              | 2,1              | 2,6              | 4,7              | 6,8              | 8,3              | 7,8              | 5,6              | 3,6              | 2,2              | 0,3              | 3,8              |
| Абсолютний мінімум, °C  | −11,1            | −10,6            | −12,2            | −16,7            | −6,1             | −6,7             | −3,9             | −1,7             | −6,7             | −8,3             | −10,6            | −15              | −16,7            |
| Норма опадів, мм        | 252              | 205              | 188              | 81               | 38               | 9                | 2                | 5                | 16               | 78               | 189              | 254              | 1317             |
| Днів з опадами          | 14               | 12               | 13               | 9                | 5                | 2                | 0                | 1                | 2                | 7                | 13               | 14               | 92               |
| ----------------------- | ---------------- | ---------------- | ---------------- | ---------------- | ---------------- | ---------------- | ---------------- | ---------------- | ---------------- | ---------------- | ---------------- | ---------------- | ---------------- |
| Джерело:                |                  |                  |                  |                  |                  |                  |                  |                  |                  |                  |                  |                  |                  |

## Демографія
Згідно з переписом 2010 року, у місті мешкало 4888 осіб у 1914 домогосподарствах у складі 1156 родин. Густота населення становила 673 особи/км².  Було 2073 помешкання (286/км²).
Расовий склад населення:
| - 79,0 % — білих - 4,4 % — корінних американців - 1,4 % — азіатів - 0,7 % — чорних або афроамериканців - 0,1 % — вихідців з тихоокеанських островів - 9,8 % — осіб інших рас |

До двох чи більше рас належало 4,6 %. Частка іспаномовних становила 20,6 % від усіх жителів.
За віковим діапазоном населення розподілялося таким чином: 26,0 % — особи молодші 18 років, 58,8 % — особи у віці 18—64 років, 15,2 % — особи у віці 65 років та старші. Медіана віку мешканця становила 37,8 року. На 100 осіб жіночої статі у місті припадало 90,9 чоловіків;  на 100 жінок у віці від 18 років та старших — 85,1 чоловіків також старших 18 років.
Середній дохід на одне домашнє господарство  становив 37 026 доларів США (медіана — 30 678), а середній дохід на одну сім'ю — 46 715 доларів (медіана — 47 115). За межею бідності перебувало 30,7 % осіб, у тому числі 30,8 % дітей у віці до 18 років та 17,3 % осіб у віці 65 років та старших.
Цивільне працевлаштоване населення становило 1690 осіб. Основні галузі зайнятості: освіта, охорона здоров'я та соціальна допомога — 29,6 %, виробництво — 16,4 %, роздрібна торгівля — 10,7 %, фінанси, страхування та нерухомість — 9,5 %.